# Приозерний (Вілейський район)
Приозерний (біл. вёска Приозёрный) — село в складі Вілейського району Мінської області, Білорусь. Село підпорядковане Осиповицькій сільській раді, розташоване в північній частині області.